# Антенна
Анте́нна (лат. antenna — мачта, рея) — преобразователь (обычно линейный) волновых полей; в традиционном понимании — устройство, предназначенное для излучения или приёма радиоволн.
Передающая антенна преобразует направляемые электромагнитные волны, движущиеся от радиопередатчика по фидерной линии к входу антенны, в свободные расходящиеся в пространстве электромагнитные волны. Приёмная антенна преобразует падающие на неё свободные волны в направляемые волны фидера, подводящие принятую энергию к входу радиоприёмника:5.
Первая передающая антенна была создана Генрихом Герцем в 1886—1888 годах в ходе его экспериментов по доказательству существования электромагнитных волн (вибратор Герца, дипольная антенна).
Конструкция и размеры антенн чрезвычайно разнообразны и зависят от рабочей длины волны и назначения антенны. Нашли широкое применение антенны, выполненные в виде отрезка провода, системы проводников, металлического рупора, металлических и диэлектрических волноводов, волноводов с металлическими стенками с системой прорезанных щелей, а также многие другие типы. Для улучшения направленных свойств первичный излучатель может снабжаться отражающими элементами (рефлекторами), а также линзами.
Излучающая часть антенн, как правило, изготавливается из проводящих электрический ток материалов, но могут применяться изоляционные материалы (диэлектрики), а также полупроводники и метаматериалы.

## Терминология
Привнесение термина «антенна» в технику беспроводной связи приписывают итальянцу Г. Маркони, но как решающий фактор в становление термина отмечается участие представителей французской науки, в частности физика А. Блонделя. Летом 1895 года Маркони начал опыты со своими приборами в поместье отца и вскоре стал экспериментировать с длинной проволокой, подвешенной к шесту. По-итальянски шест для палатки известен как l’antenna centrale, а шест с проводом был назван просто l’antenna. До этого излучающий передающий и приёмный элементы беспроводного устройства упоминались как «терминалы» (выводы). Приобретённая известность Маркони способствовала распространению термина «антенна» среди исследователей и энтузиастов беспроводной связи, а затем и среди широкой публики. Однако ряд физиков в конце XIX века, в том числе Блондель, не называли антенной вибратор Герца:324.
Условная дата официального происхождения радиотехнического термина «антенна» — 30 января 1898 года, дата публикации статьи Люсьена Пуанкаре, подтверждающей приоритет Маркони в использовании термина в беспроводной телеграфии. В статье указывается, что Маркони называет вертикальный провод антенной («M. Marconi appelle ce fil une antenne»). В одной из более ранних публикаций по опытам Маркони (в итальянском издании от 20 июля 1897 года) слово antenne употреблено в смысле «мачта, шест, столб». Утверждение советских авторов, что термин «антенна» был предложен А. Блонделем в его письме к А. С. Попову (от 20 ноября 1898 года:323), ошибочно. Попов и после 1898 года не применял термин «антенна», а использовал словосочетания «приёмный проводник» или «вертикальная проволока».
Термин «антенна» в широком смысле может относиться ко всему сооружению, включая опорную конструкцию, корпус (если есть) и т. д., в дополнение к фактическим токонесущим радиочастотным компонентам. Приёмная антенна может включать в себя не только пассивные металлические приёмные элементы, но и встроенный предусилитель или смеситель, особенно в диапазоне микроволновых частот и выше.

## История
Устройства, с помощью которых возможен приём электромагнитных колебаний, появились в середине XVIII века. В радиотехническом смысле металлический провод молниеотвода, изобретённого в 1751 году Б. Франклином, можно вполне корректно рассматривать как заземлённую приёмную антенну. Длинным проводом, поднятым над землёй пользовались в своих экспериментах Г. Рихман (1752) и Л. Гальвани (1791):36—37.
В 1876 году Т. Эдисон использовал несимметричную шаровидную антенну в сконструированном им приёмнике электромагнитных колебаний:40—41. Предложенный Эдисоном в 1885—1886 годах способ беспроводной телеграфной связи между кораблями при помощи электрических волн предусматривал установку на береговых станциях вертикальной антенны, а на кораблях — Г-образной.
Первая передающая антенна — так называемый вибратор Герца, или симметричный вибратор — была создана Г. Герцем в 1886—1888 годах в ходе его экспериментов по обнаружению электромагнитных волн. Для обнаружения волн Герц использовал простейший приёмник в виде металлической рамки с малым искровым промежутком. Другим вариантом приёмника был также вибратор, но с малым искровым промежутком.
Антенну в приёмнике (а также в передатчике) в виде отрезка проволоки использовал в своих экспериментах Э. Бранли в 1890—1891 годах:43—47.
Передающую и приёмную антенны в виде вертикального провода использовал Я. Наркевич-Иодко, который в начале 1890-х годов «произвёл в Вене весьма интересные передачи с катушкой Румкорфа, соединённой с землёй и с антенной, и с приёмником, образованным из антенны и телефона, также заземлённого (правда, может быть, без ясного представления о роли электромагнитных волн в этих опытах)»:185—186.
В 1893 году вертикальные антенны в передатчике и приёмнике применял Н. Тесла при демонстрации своего устройства для получения электромагнитных колебаний и передаче электрической энергии приёмнику через пространство:47—50.
В советской, а затем в российской литературе идея создания и использования приёмной антенны в виде вертикального провода часто приписывалась А. С. Попову (1895). Однако сам Попов, описывая в 1899 году поднятые на мачте провод передатчика и провод приёмника Маркони, отмечал:218:

Употребление мачты на станции отправления и на станции приёма для передачи сигналов помощью электрических колебаний не было, впрочем, новостью: в 1893 г. в Америке была сделана подобная попытка передачи сигналов известным электротехником Николаем Тесла. На станции отправления на высокой мачте был поднят изолированный проводник, снабжённый на верхнем конце некоторой ёмкостью в виде металлического листа; нижний конец этой проволоки соединялся с полюсом трансформатора Тесла высокого напряжения и большой частоты. Другой полюс трансформатора был соединён с землёю. Разряды трансформатора были слышны на станции приёма в телефоне, соединённом с высоко поднятым проводом и землёй.
В примечании к его высказыванию от составителей сборника документов говорится: «А. С. Попов никогда не ставил себе в заслугу использование антенн, хотя много работал над их конструкцией»:226.
Исследователи относят начало применения в аппаратуре Маркони длинного провода для передатчика и приёмника к осени 1896 года, а по некоторым источникам — к лету 1895 года.

## Принцип действия
Упрощённо принцип действия антенны состоит в следующем. Как правило, конструкция антенны содержит металлические (токопроводящие) элементы, соединённые электрически (непосредственно или через линию питания — фидер) с радиопередатчиком или с радиоприёмником. В режиме передачи переменный электрический ток, создаваемый источником (например, радиопередатчиком), протекающий по токопроводящим элементам такой антенны, в соответствии с законом Ампера порождает в пространстве вокруг себя переменное магнитное поле. Это меняющееся во времени магнитное поле, в свою очередь, не только воздействует на породивший его электрический ток в соответствии с законом Фарадея, но и создаёт вокруг себя меняющееся во времени вихревое электрическое поле. Это переменное электрическое поле создаёт вокруг себя переменное магнитное поле и так далее — возникает взаимосвязанное переменное электромагнитное поле, образующее электромагнитную волну, распространяющуюся от антенны в пространство. Энергия источника электрического тока преобразуется антенной в энергию электромагнитной волны и переносится электромагнитной волной в пространстве. В режиме приёма переменное электромагнитное поле падающей на антенну волны наводит токи на токопроводящих элементах конструкции антенны, которые поступают в нагрузку (фидер, радиоприёмник). Наведённые токи порождают напряжения на входном импедансе приёмника.

## Характеристики антенн
Электромагнитное излучение, создаваемое антенной, обладает свойствами направленности и поляризации. Антенна как двухполюсник обладает входным сопротивлением (импедансом). Реальная антенна преобразует в электромагнитную волну лишь часть энергии источника; остальная энергия расходуется в виде тепловых потерь. Для количественной оценки перечисленных и ряда других свойств антенна описывается набором радиотехнических и конструктивных характеристик и параметров, в частности:
- Полевые характеристики
  - характеристика направленности[* 1]
  - диаграмма направленности (ДН), её тип[* 2] и возможность управления[* 3]
  - ширина ДН по заданному уровню
  - уровень боковых лепестков (УБЛ), коэффициент рассеяния
  - фазовая диаграмма, местоположение фазового центра и частотная стабильность его координат
  - тип поляризации, поляризационная диаграмма, максимальное значение уровня излучения на кроссполяризации в заданном направлении, число поляризационных каналов и межполяризационная развязка (переходное затухание)
  - коэффициент направленного действия (КНД)
  - коэффициент усиления (КУ)
  - коэффициент использования поверхности (КИП) апертуры антенны
  - эффективная площадь рассеяния (ЭПР) антенны[* 4]
- Характеристики со стороны линии питания
  - тип линии передачи, номинальное входное сопротивление антенны
  - резонансная частота, рабочая полоса частот (по качеству согласования)
  - входной импеданс антенны и коэффициент стоячей волны (КСВ) в линии передачи
  - максимальная допустимая мощность на входе антенны (средняя, импульсная)
- Передаточные характеристики
  - коэффициент полезного действия (КПД)
  - действующая высота[* 5]
  - векторная импульсная характеристика[* 6], векторная передаточная характеристика[* 7]
- шумовая температура антенны
- эффективная изотропно излучаемая мощность (ЭИИМ)[* 8] (характеристика системы антенна + радиопередатчик)
- Конструктивные характеристики
  - масса, координаты центра масс, момент инерции
  - габаритные размеры, максимальный радиус разворота
  - тип радиочастотного соединителя или присоединительные размеры
  - парусность (ветровая нагрузка)
  - объект установки, способ крепления
  - применённые материалы
  - устойчивость к внешним воздействиям (климатическим, механическим и др.)
  - надежность, долговечность (срок службы, назначенный ресурс и др.)

Ряд электрических характеристик антенн как взаимных устройств (пассивных линейных многополюсников) в режиме передачи и в режиме приёма совпадает, в том числе: ДН (КНД, КУ, УБЛ) и входной импеданс. Например, диаграммы направленности антенны в режиме приёма и в режиме передачи совпадают.

## Основные типы антенн
Содержание этого раздела является скорее не классификацией, а простым перечислением типов антенн со ссылками на их более подробное описание.
- Телескопическая антенна[22]

- Вибраторная антенна
  - Симметричный вибратор (диполь)[* 9]
    - Разрезной вибратор[* 10]
    - Шунтовой вибратор[* 11]
    - Петлевой вибратор («петлевой вибратор Пистолькорса», шлейф-вибратор)[* 12]
    - Диполь Надененко[* 13]
    - Уголковая вибраторная антенна[* 14]
    - Антенна «Inverted V»[* 15]
    - «Коаксиальная» антенна[* 16]
    - CFR-антенна[* 17]

  - Несимметричный вибратор[* 18]
    - Антенна «Ground Plane»[* 19]
    - Укороченная штыревая антенна[* 20]
    - Коллинеарная антенна[* 21]
    - J-образная антенна[* 22][23]
    - Антенна зенитного излучения
    - Диэлектрическая резонаторная антенна
    - Вертикальная антенна верхнего питания
    - Антенна Александерсена[* 23]

  - Турникетная антенна
  - Аэростатная антенна
  - Директорная антенна[* 24]
    - Антенна типа «волновой канал» (антенна Уда — Яги)

  - Антенна СГД (синфазная горизонтальная диапазонная)[24]:224—263, 312—343
- Щелевая антенна
  - Щелевой вибратор[* 25]
  - Пазовая антенна[* 26]
  - Волноводно-щелевая антенна
- Апертурная антенна[* 27]
  - Открытый конец металлического волновода
  - Рупорная антенна
  - Зеркальная антенна
    - Прямофокусная зеркальная антенна
    - Офсетная зеркальная антенна[* 28]
    - Антенна Кассегрена[* 29]
    - Антенна Грегори[* 30]
    - Зеркальная антенна зонтичного типа
    - Рупорно-параболическая антенна
    - Перископическая антенна
    - Тороидальная антенна

  - Антенны со специальной формой диаграммы направленности
    - Антенна с косекансной диаграммой направленности[* 31]

  - Линзовая антенна
    - Линза Люнеберга
    - Линза Ротмана[* 32]
    - Линза Ван-Атта
- Антенна бегущей волны
  - Спиральная антенна[* 33]
  - Диэлектрическая стержневая антенна
  - Импедансная антенна
  - Антенна вытекающей волны
  - Антенна с сосредоточенной емкостью
  - V-образная антенна[* 34]
  - Ромбическая антенна[* 35]
  - Антенна Бевереджа[* 36]
    - V-образная антенна (вертикальная)[* 37]
    - λ-образная антенна[* 38]

  - Антенны БС, БЕ и БИ[* 39]
- Слабонаправленные антенны диапазона СВЧ
  - Полосковая антенна (патч-антенна)
    - Микрополосковая печатная антенна[* 40]
    - Антенна PIFA[* 41]

  - Сингулярная антенна[* 42]
  - Чип-антенна[* 43]
- Сверхширокополосные антенны
  - Антенны на принципе электродинамического подобия
    - Биконическая антенна
    - Дискоконусная антенна
    - Излучатель типа «бабочка»

  - Логопериодическая антенна[* 44]
    - Вибраторная логопериодическая антенна
    - Спиральная логопериодическая антенна

  - Фрактальные антенны
  - Т-рупор
  - Антенна Вивальди
- Антенная решетка[* 45]
  - Фазированная антенная решётка (ФАР)
    - Пассивная ФАР
    - Активная ФАР
    - Цифровая антенная решётка[* 46]

  - Многолучевая антенная решетка
  - MIMO-антенна
  - CTS-антенна[* 47]
- Пеленгаторная антенна
  - Рамочная антенна[* 48]
  - Двухрамочная антенна[* 49]
  - Антенна Эдкока[* 50]
  - Антенна Вулленвебера[* 51]
- Антенна с обработкой сигнала
  - Радиоинтерферометр
  - Антенна с синтезированной апертурой[26]
  - Радиооптическая антенная решетка[* 52]
- Электрически малая антенна[* 53]
  - Магнитная антенна
    - С ферритовым сердечником
    - Магнитная рамочная антенна

  - Наномеханическая магнитоэлектрическая антенна[27]
- Распределённые антенны
  - Частично излучающий кабель[* 54]
- Антенны для преобразования энергии электромагнитной волны в электрическую энергию и для средств RFID
  - Ректенна = антенна + выпрямитель
  - Наноантенна — антенна для резонансного преобразования оптического излучения в электрическую энергию[28]
- Псевдо-антенны (антенны с мифическими техническими характеристиками)
  - Ртутная антенна
- Плазменная антенна
- Концептуальные антенны
  - Гравитационная антенна

## Примеры выдающихся конструкций
- Антенна АДУ-1000
- Антенна РТ-70
- Антенна загоризонтной РЛС «Дуга»
- Антенна станции зондирования ионосферы HAARP
- Антенна радиообсерватории Аресибо
- Антенна радиотелескопа Грин-Бэнк
- Антенна СДВ-радиостанции «Голиаф»

## Средства защиты от внешних воздействий
- Радиопрозрачные укрытия и обтекатели
- Краска
- Противообледенительные системы
- Защита от птиц

## Интересные сведения
- Электрические параметры антенны (ДН, входное сопротивление) не изменятся, если изменить все её размеры и длину волны в одинаковое число раз (принцип электродинамического подобия).
- Амплитудно-фазовое распределение (распределение комплексной амплитуды тока как функции координат по апертуре антенны) и диаграмма направленности антенны в дальней зоне как функция угловых координат (пространственных частот) связаны преобразованием Фурье. При нахождении формы ДН удобно использовать теоремы связанные с преобразованием Фурье.
- Эффективные размеры антенн с синтезированной апертурой могут составлять десятки и сотни километров.
- Параметры пассивных антенн в линейных негиротропных средах не зависят от того, работает ли антенна на приём или на передачу, что вытекает из теоремы взаимности.

## Программы для анализа параметров и синтеза антенн
Разработка хорошей антенны является неоднозначной, нетривиальной и часто сложной задачей. Поэтому при проектировании антенн идут на компромисс, так как антенна должна не только обеспечить требуемую диаграмму направленности и заданные электрические параметры, её конструкция должна быть ещё и прочной, недорогой, технологичной, стойкой к воздействию окружающей среды, ремонтопригодной, а в последнее время — часто выдвигается требование экологичности — минимизации возможного вреда от излучения и затрат на утилизацию.
С другой стороны, задача анализа (определения электромагнитных параметров антенны известной конструкции) с появлением компьютеров в большинстве случаев может быть успешно решена. Для этого создано и продолжает разрабатываться программное обеспечение ЭВМ, использующее численные методы решения задач электродинамики для анализа электрических параметров антенн. Многие из таких программ являются достаточно сложными в освоении коммерческими САПР, что существенно ограничивает их применение радиолюбителями и DIY-сообществом. Вот некоторые из них:
- MININEC
- NEC2
- NEC4 — дальнейшее развитие NEC2.
- MMANA-GAL
- SuperNEC
- UA6HJQ-VHF8
- Antenna Magus
- CST Microwave Studio
- Ansoft HFSS
- FEKO
- Microwave Office

## Специализирующиеся производители
- Funke Digital TV

## Галерея
- Комнатная телевизионная антенна диапазонов метровых волн (вибратор с регулируемой длиной плеч) и дециметровых волн (рамка у основания антенны)
- Панельные секторные антенны на мачте базовой станции сотовой связи
- Параболическая антенна телевизионного канала «Himalaya TV» для передачи данных на спутник. Катманду, Непал
- Директорная антенна «волновой канал» мобильной связной армейской радиостанции, Дрезден, Германия, 1955 г.
- Решётка из четырех турникетных вибраторов панельного типа для нижнего диапазона метровых волн телевизионной станции, Германия
- Антенный сайт. На переднем плане — петлевой симметричный вибратор
- Трёхдиапазонная совмещённая антенна типа волновой канал любительской радиостанции
- Антенна-мачта радиостанции диапазона средних волн, Чапел-Хилл, Северная Каролина